# Pływanie na Letnich Igrzyskach Olimpijskich 1932
Wyniki zawodów pływackich podczas X Letnich Igrzysk Olimpijskich rozgrywanych w  Los Angeles. Rozegrano jedenaście konkurencji (sześć męskich i pięć kobiecych), tym samym program konkurencji pływackich nie różnił się od tego zorganizowanego w Amsterdamie.

## Tabela medalowa
| Miejsce | Państwo           | Złoto | Srebro | Brąz | Razem |
| ------- | ----------------- | ----- | ------ | ---- | ----- |
| 1.      | Japonia           | 5     | 5      | 2    | 12    |
| 2.      | Stany Zjednoczone | 5     | 2      | 3    | 10    |
| 3.      | Australia         | 1     | 1      | 0    | 2     |
| 4.      | Holandia          | 0     | 2      | 0    | 2     |
| 5.      | Francja           | 0     | 1      | 0    | 1     |
| 6.      | Wielka Brytania   | 0     | 0      | 2    | 2     |
| 7.      | Dania             | 0     | 0      | 1    | 1     |
| 7.      | Filipiny          | 0     | 0      | 1    | 1     |
| 7.      | Węgry             | 0     | 0      | 1    | 1     |
| 7.      | Południowa Afryka | 0     | 0      | 1    | 1     |
| Razem   | Razem             | 11    | 11     | 11   | 33    |

## Wyniki

### Mężczyźni
| Konkurencja:                          | Złoto:                                                                          | Czas    | Srebro:                                                                            | Czas    | Brąz:                                                                   | Czas    |
| 100 m stylem dowolnym (szczegóły)     | Yasuji Miyazaki                                                                 | 58,2    | Tatsugo Kawaishi                                                                   | 58,6    | Albert Schwartz                                                         | 58,8    |
| 400 m stylem dowolnym (szczegóły)     | Buster Crabbe                                                                   | 4:48,4  | Jean Taris                                                                         | 4:48,5  | Tsutomi Oyokota                                                         | 4:52,3  |
| 1500 m stylem dowolnym (szczegóły)    | Kusuo Kitamura                                                                  | 19:12,4 | Shōzō Makino                                                                       | 19:14,1 | James Cristy                                                            | 19:39,5 |
| 100 m stylem grzbietowym (szczegóły)  | Masaji Kiyokawa                                                                 | 1:08,6  | Toshio Irie                                                                        | 1:09,8  | Kentaro Kawatsu                                                         | 1:10,0  |
| 200 m stylem klasycznym (szczegóły)   | Yoshiyuki Tsuruta                                                               | 2:45,4  | Reizo Koike                                                                        | 2:46,6  | Teófilo Yldefonso                                                       | 2:47,1  |
| 4 x 200 m stylem dowolnym (szczegóły) | Japonia · Yasuji Miyazaki · Hisakichi Toyoda · Takashi Yokoyama · Masanori Yusa | 8:58,4  | Stany Zjednoczone · Frank Booth · George Fissler · Maiola Kalili · Manuella Kalili | 9:10,5  | Węgry · István Bárány · László Szabados · András Székely · András Wanié | 9:31,4  |

### Kobiety
| Konkurencja:                          | Złoto:                                                                                       | Czas   | Srebro:                                                                              | Czas   | Brąz:                                                                        | Czas   |
| 100 m stylem dowolnym (szczegóły)     | Helene Madison                                                                               | 1:06,8 | Willemijntje den Ouden                                                               | 1:07,8 | Eleanor Garatti-Saville                                                      | 1:08,2 |
| 400 m stylem dowolnym (szczegóły)     | Helene Madison                                                                               | 5:28,5 | Lenore Kight-Wingard                                                                 | 5:28,6 | Jenny Maakal                                                                 | 5:47,3 |
| 100 m stylem grzbietowym (szczegóły)  | Eleanor Holm                                                                                 | 1:19,4 | Bonnie Mealing                                                                       | 1:21,3 | Valerie Davies                                                               | 1:22,5 |
| 200 m stylem klasycznym (szczegóły)   | Clare Dennis                                                                                 | 3:06,3 | Hideko Maehata                                                                       | 3:06,4 | Else Jacobsen                                                                | 3:07,1 |
| 4 x 100 m stylem dowolnym (szczegóły) | Stany Zjednoczone · Josephine McKim · Helen Johns · Eleanor Garatti-Saville · Helene Madison | 4:38,0 | Holandia · Maria Vierdag · Maria Oversloot · Cornelia Laddé · Willemijntje den Ouden | 4:47,5 | Wielka Brytania · Valerie Davies · Helen Varcoe · Joyce Cooper · Edna Hughes | 4:52,4 |